# Дом Поповых

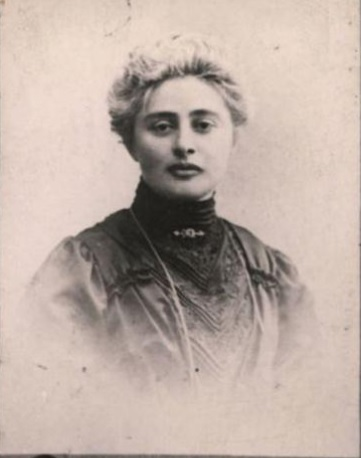
Анна Яковлевна Попова

Дом Поповых — памятник истории во Владикавказе, Северная Осетия. Объект культурного наследия России и культурного наследия Северной Осетии. Памятник, связанный с жизнью осетинского поэта Коста Хетагурова. Одно из сохранившихся зданий во Владикавказе, которое непосредственном связано с его биографией и творчеством. Здесь проживала муза поэта Анна Яковлевна Попова (1865—1940).
Дом имеет высокую мемориальную ценность для истории и культуры Северной Осетии и сохраняет аутентичные архитектурно-строительные черты XIX века.
Расположен в исторической части города на восточной части улицы Чермена Баева, д. 11. Ближайший объект культурного наследия по улице Чермена Баева — Церковь Святого Григория Просветителя, д. 15.

## История
Кирпичный двухэтажный дом построен в 1875 году. Сооружён по правилам усадебного строительства второй половины XIX века. Принадлежал купеческому роду Поповых из местной общины армянских католиков, которые были приверженцами Армянской католической церкви, подчинявшейся римско-католической иерархии. В 1880-е годы община армянских католиков, насчитывавшая в 1876 году во Владикавказе 592 взрослых, почти полностью покинула город из-за притеснений местных властей.
В многодетной семье Якова Попова и его жены Елизаветы (урождённая Алхазова) было семь детей: Степан, Павел, Пётр, Иосиф, Магдалена, Наталья (Анастасия) и младшая — Анна. Старшие братья Степан и Пётр участвовали в деятельности местного нелегального народнического кружка. Были знакомы с грузинским народовольцем Михаилом Кипиани, материально поддерживали Общество по распространению образования и технических сведений среди горцев Терской области, где они познакомились с Коста Хетагуровым. В 1886 году Коста Хетагуров впервые встретил Анну на Александровском проспекте, когда она возвращалась с учёбы в женской гимназии. В последующем он оказывал ей всяческие знаки внимания: писал письма, сидел часами на валуне, находившемся на бульваре напротив её родного дома.
Коста Хетагуров упоминает Анну Попову в своих произведениях: «Да, я уж стар» (1886), «Многоточия» (1887), «А.Я.П.» (1888). 5 мая 1887 году забросил в окно её комнаты акростих (начальные буквы 12-ти строк) с призывом «Аня, иди за мной!», ставший в последующем посвящением к поэме «Фатима. Кавказская повесть»:

«Ах, с каким безграничным восторгом, дитя,

На руках из мишурного света

Я унес бы далеко, далеко тебя

И любил бы любовью поэта...
Детский слух услаждал бы я лирой своей,

И под звуки ее безмятежно

Засыпала б ты сладко на груди моей,

А я пел бы, баюкал бы нежно...
Много, много сложил бы я песен тогда

На чарующем лоне природы

О восторгах любви, наслажденьях труда

И о светлом блаженстве свободы...»

Анна отвергла его ухаживания. Предположительными причинами её отказа, как писал поэт, стали «его материальная необеспечённость, неопределённое положение в обществе и неодинаковость религиозных исповеданий и национальная рознь». Родственники Анны отправили её в Тифлис, чтобы прервать их отношения.
В одном из своих стихотворений Коста Хетагурова описывает дом, где жила его муза:

«Высокий барский дом…подъезд с гербом старинным…

Узорчатый балкон….стеклянный мезонин…

Закрытый экипаж…ямщик с пером павлиным…

И с медною трубою кондуктор-осетин»

В 1939 году, когда отмечалось 80-летие Коста Хетагурова, Анна Яковлевна опубликовала воспоминания о своих отношениях с поэтом.
Описание
В советское время здание было национализировано и перестроено в жилой дом с несколькими квартирами.
Западный фасад здания, обращённый на улицу Чермена Баева, сохранил свой первоначальный вид. Восточный (дворовой) в настоящее время закрыт самостроем. Во времена Коста Хетагурова дворовой фасад выходил на двор с хозяйственными постройками.
Боковые южный и северный фасады сохранили свой оригинальный вид. Северный фасад выходит на небольшой сквер с памятником театральному режиссёру Евгению Вахтангову. На фронтонах северного и южного фасада располагаются слуховые окна с округлым верхом.
Центральная часть западного фасада украшена аттиком с треугольным выступом по центру. В южной части фасада находится парадный вход с оригинальной дверью. Над входом располагается двускатный железный козырёк на фигурных кронштейнах. На первом этаже под тремя центральными окнами располагаются ниши с парой квадратных филёнок, под остальными окнами — прямоугольные ниши.
Над центральными окнами первого этажа находится прямоугольный балкон с фигурным кованым ограждением с элементами орнамента.
На крыше в центральной её части находится восьмигранная мансарда с трёхстворчатыми окнами в каждой грани.

## Галерея

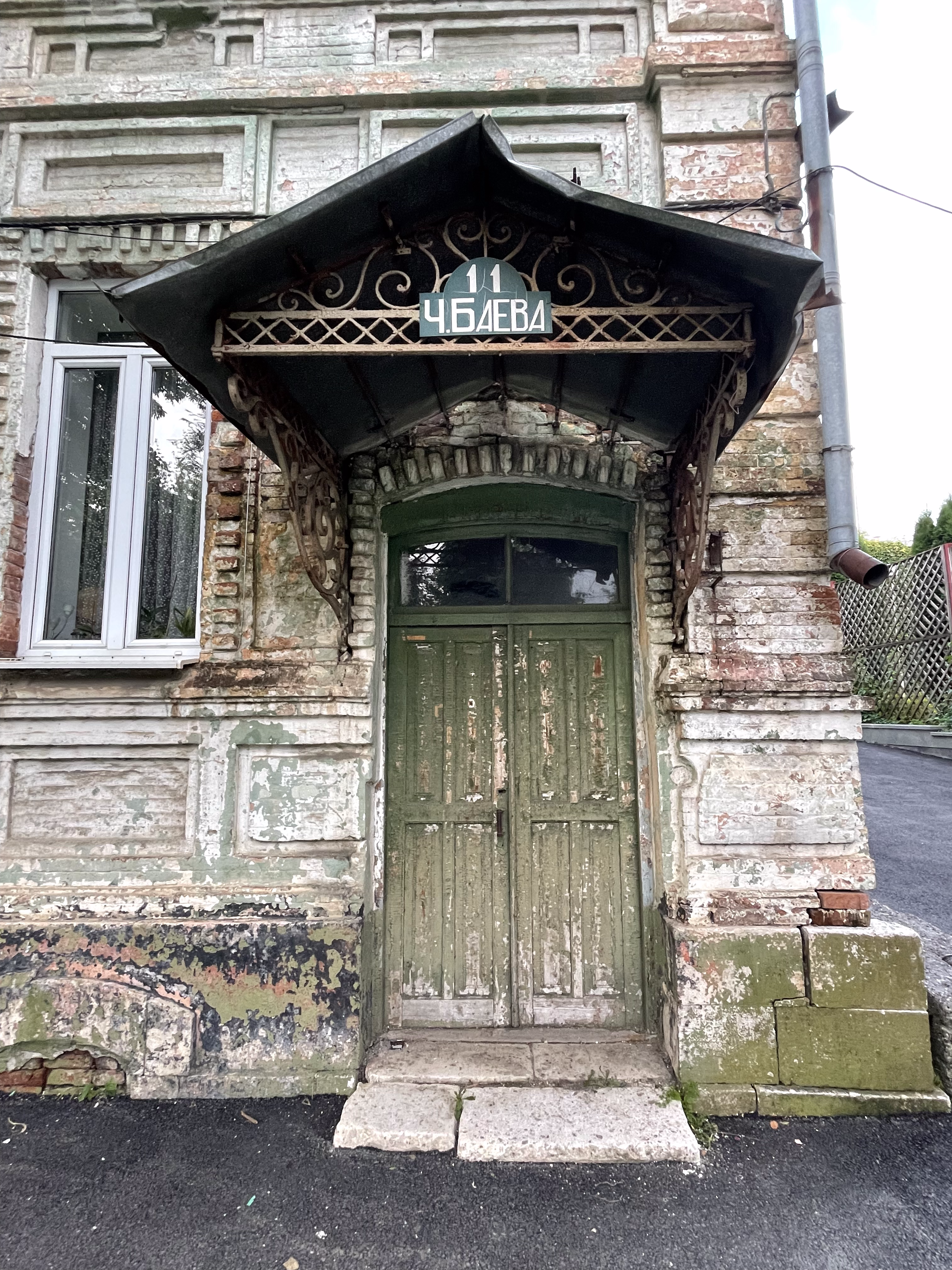
Парадная
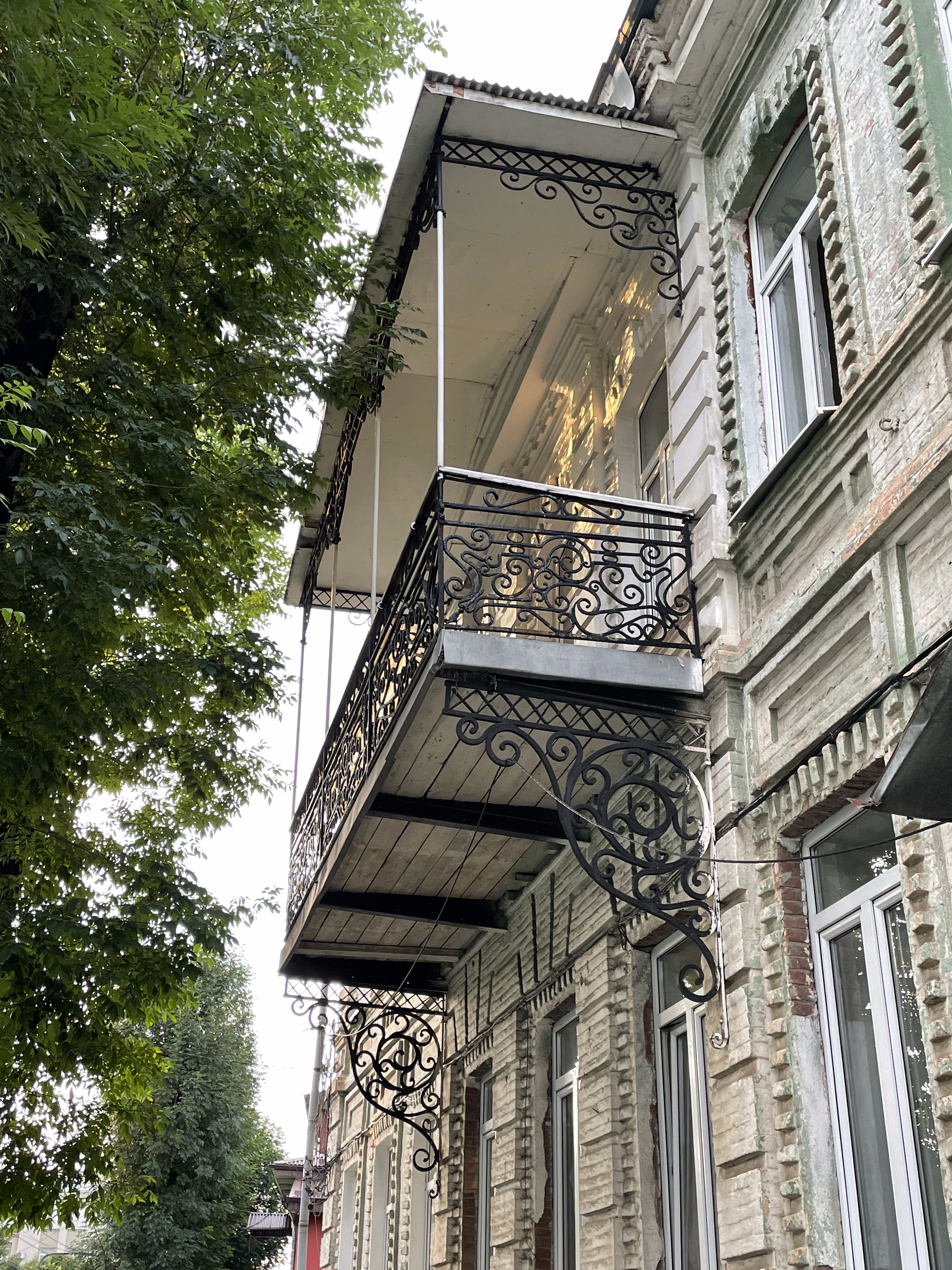
Балкон
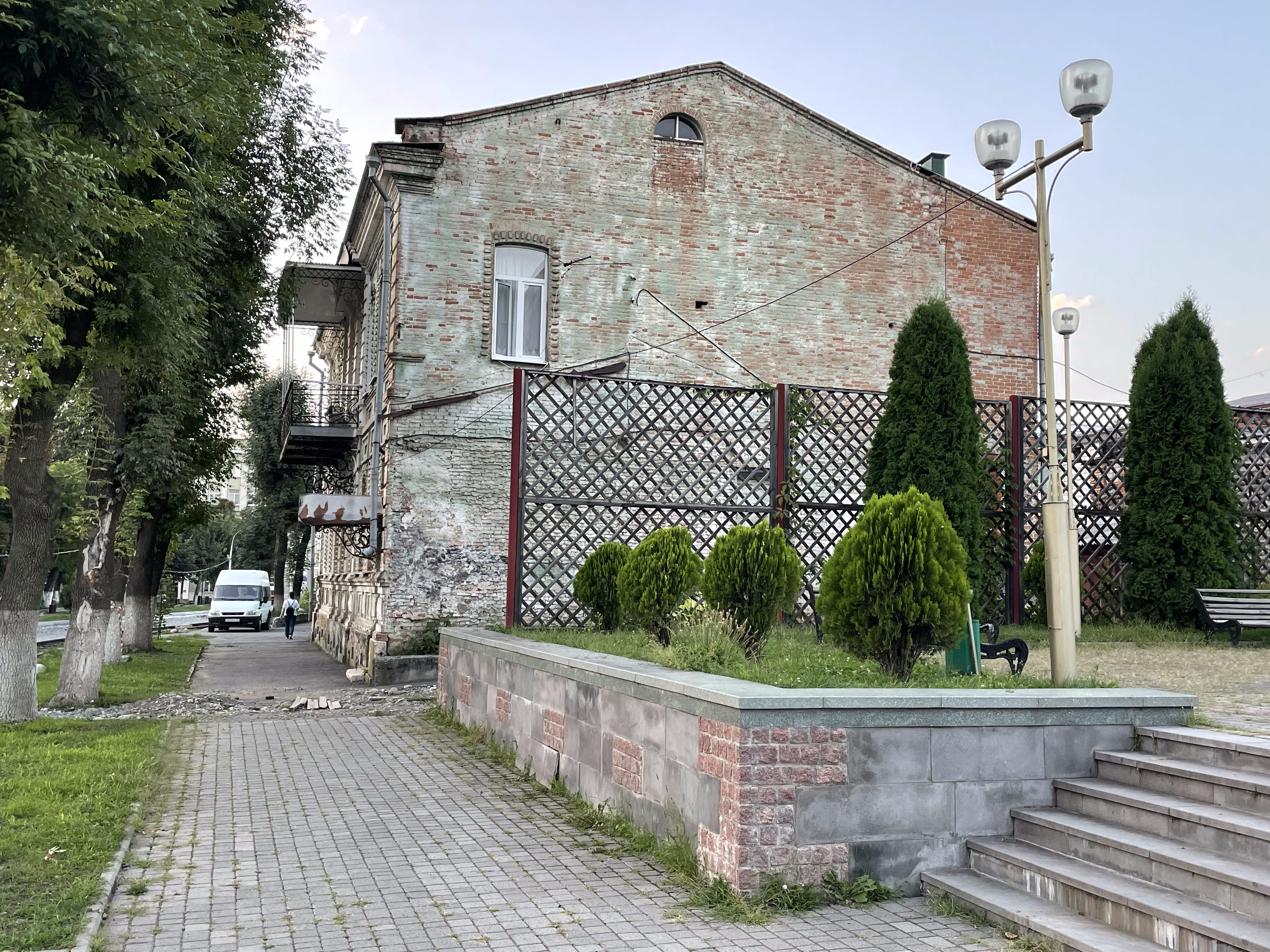
Северный фасад
Дом Поповых — следующий после Армянской церкви. Фото 1964 года